# Autotrof
Nutriția autotrofă constă în capacitatea plantelor și a unor grupe de animale (euglenă) de a sustrage din mediu apa și sărurile minerale (substanțe anorganice) si de a le sintentiza in substanțe organice. Acest proces are loc cu consum de energie. După sursa de energie utilizata in procesul de sintetizare a substanțelor anorganice există două tipuri de nutriție autotrofă ː Fotosinteza și Chemosinteza.